# Medway (Massachusetts)
Medway – miasto w Stanach Zjednoczonych, w stanie Massachusetts, w hrabstwie Norfolk.